# 1-アミノシクロプロパン-1-カルボン酸デアミナーゼ
1-アミノシクロプロパン-1-カルボン酸デアミナーゼ(1-aminocyclopropane-1-carboxylate deaminase, EC 3.5.99.7)は、以下の化学反応を触媒する酵素である。
1-アミノシクロプロパン-1-カルボン酸 + 水 {\displaystyle \rightleftharpoons } 2-オキソ酪酸 + アンモニア
従って、この酵素の2つの基質は、1-アミノシクロプロパン-1-カルボン酸と水、一方、2つの生成物は、2-オキソ酪酸とアンモニアである。
この酵素は、加水分解酵素の中で、ペプチド結合以外の炭素-窒素結合、特に特にEC番号3.5に分類されていない化合物に作用するものとして分類される。系統名は、1-アミノシクロプロパン-1-カルボン酸 アミノヒドロラーゼ（異性化）(1-aminocyclopropane-1-carboxylate aminohydrolase (isomerizing))である。プロパン酸の代謝に関与している。補因子として、ピリドキサールリン酸を必要とする。

## 構造
2007年末時点で、6個の三次構造が解明されている。蛋白質構造データバンクのコードは、1RQX、1TYZ、1TZ2、1TZJ、1TZK及び1TZMである。